# Gyasi Zardes
Gyasi A. Zardes (Hawthorne, 2 settembre 1991) è un calciatore statunitense di origini ghanesi, di ruolo attaccante.

## Caratteristiche tecniche
Prima punta, può giocare come ala su entrambe le fasce.

## Carriera

### Los Angeles Galaxy
Il 20 dicembre 2012, Zardes cresciuto nelle giovanili dei Galaxy, firma il suo primo contratto con la franchigia californiana.
Fa il suo esordio in prima squadra il 28 aprile 2013 nella partita di MLS contro il Real Salt Lake.
Il 13 maggio subentra a partita in corso contro i Vancouver Whitecaps e segna la prima rete con i Galaxy non riuscendo però ad evitare la sconfitta per 3-1.
Il 9 settembre 2014 segna una doppietta contro i Colorado Rapids, raggiungendo i 14 gol stagionali e divenendo il giocatore proveniente dal vivaio ad aver realizzato più reti in una stagione.
Il 7 dicembre diviene il primo giocatore, prodotto dal vivaio, a segnare in una finale della MLS, aiutando così la propria squadra a vincere il titolo per la quinta volta, record per il campionato americano.
Nella stagione 2014 ha collezionato complessivamente 39 presenze e 17 reti in tutte le competizioni e secondo miglior realizzatore di squadra, dietro a Robbie Keane.

### Columbus Crew
Il 20 gennaio 2018 passa ai Columbus Crew.
Il 12 dicembre 2022 viene annunciato che, a partire dalla stagione 2023, sarà un calciatore dell'Austin FC.

### Nazionale
Viene convocato per la prima volta in nazionale nel 2015 ed il 28 gennaio fa il suo esordio con la nazionale statunitense, subentrando a Clint Dempsey al sessantottesimo minuto, nell'amichevole con il Cile.
L'8 febbraio parte da titolare contro la Nazionale panamense.
Il 5 giugno 2015 segna la prima rete in nazionale durante l'amichevole giocata contro la nazionale olandese.
Viene convocato per la Copa América Centenario negli Stati Uniti.

## Statistiche
Statistiche aggiornate al 9 dicembre 2024.
| Stagione                  | Squadra                   | Campionato                | Campionato | Campionato | Coppe nazionali | Coppe nazionali | Coppe nazionali | Coppe continentali | Coppe continentali | Coppe continentali | Altre coppe | Altre coppe | Altre coppe | Totale | Totale |
| Stagione                  | Squadra                   | Comp                      | Pres       | Reti       | Comp            | Pres            | Reti            | Comp               | Pres               | Reti               | Comp        | Pres        | Reti        | Pres   | Reti   |
| ------------------------- | ------------------------- | ------------------------- | ---------- | ---------- | --------------- | --------------- | --------------- | ------------------ | ------------------ | ------------------ | ----------- | ----------- | ----------- | ------ | ------ |
| 2013                      | Los Angeles Galaxy        | MLS                       | 27+2       | 4+0        | USOC            | 1               | 0               | CCL                | 5                  | 0                  |             | -           | -           | 35     | 4      |
| 2014                      | Los Angeles Galaxy        | MLS                       | 32+5       | 16+1       | USOC            | 2               | 2               |                    | -                  | -                  |             | -           | -           | 39     | 19     |
| 2015                      | Los Angeles Galaxy        | MLS                       | 29+1       | 6+1        | USOC            | 1               | 1               | CCL                | 4                  | 1                  |             | -           | -           | 35     | 9      |
| 2016                      | Los Angeles Galaxy        | MLS                       | 19         | 6          | USOC            | 2               | 0               |                    | -                  | -                  |             | -           | -           | 21     | 6      |
| 2017                      | Los Angeles Galaxy        | MLS                       | 24         | 2          | USOC            | 0               | 0               |                    | -                  | -                  |             | -           | -           | 24     | 2      |
| Totale Los Angeles Galaxy | Totale Los Angeles Galaxy | Totale Los Angeles Galaxy | 131+8      | 34+2       |                 | 6               | 3               |                    | 9                  | 1                  |             | -           | -           | 154    | 40     |
| 2018                      | Columbus Crew             | MLS                       | 33+3       | 19+1       | USOC            | -               | -               |                    | -                  | -                  |             | -           | -           | 36     | 20     |
| 2019                      | Columbus Crew             | MLS                       | 28         | 13         | USOC            | -               | -               |                    | -                  | -                  |             | -           | -           | 28     | 13     |
| 2020                      | Columbus Crew             | MLS                       | 18+4       | 9+2        |                 | -               | -               |                    | -                  | -                  | MisB        | 4           | 4           | 26     | 15     |
| 2021                      | Columbus Crew             | MLS                       | 21         | 9          |                 | -               | -               | CCL                | 3                  | 2                  |             | -           | -           | 24     | 11     |
| feb.-apr. 2022            | Columbus Crew             | MLS                       | 7          | 1          | USOC            | 1               | 1               |                    | -                  | -                  |             | -           | -           | 8      | 2      |
| Totale Columbus Crew      | Totale Columbus Crew      | Totale Columbus Crew      | 107+7      | 51+3       |                 | 1               | 1               |                    | 3                  | 2                  |             | 4           | 4           | 122    | 61     |
| apr.-nov. 2022            | Colorado Rapids           | MLS                       | 26         | 9          | USOC            | 0               | 0               | -                  | -                  | -                  | -           | -           | -           | 26     | 9      |
| 2023                      | Austin FC                 | MLS                       | 28         | 6          | USOC            | 1               | 0               | CCL                | 1                  | 0                  | LC          | 1           | 0           | 31     | 6      |
| 2024                      | Austin FC                 | MLS                       | 33         | 3          | USOC            | 0               | 0               | -                  | -                  | -                  | LC          | 3           | 1           | 36     | 4      |
| Totale Austin FC          | Totale Austin FC          | Totale Austin FC          | 61         | 9          |                 | 1               | 0               |                    | 1                  | 0                  |             | 4           | 1           | 67     | 10     |
| Totale carriera           | Totale carriera           | Totale carriera           | 340        | 108        |                 | 8               | 4               |                    | 13                 | 3                  |             | 8           | 5           | 369    | 123    |

### Cronologia presenze e reti in Nazionale
| Cronologia completa delle presenze e delle reti in nazionale ― Stati Uniti | Cronologia completa delle presenze e delle reti in nazionale ― Stati Uniti | Cronologia completa delle presenze e delle reti in nazionale ― Stati Uniti | Cronologia completa delle presenze e delle reti in nazionale ― Stati Uniti | Cronologia completa delle presenze e delle reti in nazionale ― Stati Uniti | Cronologia completa delle presenze e delle reti in nazionale ― Stati Uniti | Cronologia completa delle presenze e delle reti in nazionale ― Stati Uniti | Cronologia completa delle presenze e delle reti in nazionale ― Stati Uniti |
| Data                                                                       | Città                                                                      | In casa                                                                    | Risultato                                                                  | Ospiti                                                                     | Competizione                                                               | Reti                                                                       | Note                                                                       |
| -------------------------------------------------------------------------- | -------------------------------------------------------------------------- | -------------------------------------------------------------------------- | -------------------------------------------------------------------------- | -------------------------------------------------------------------------- | -------------------------------------------------------------------------- | -------------------------------------------------------------------------- | -------------------------------------------------------------------------- |
| 28-1-2015                                                                  | Rancagua                                                                   | Cile                                                                       | 3 – 2                                                                      | Stati Uniti                                                                | Amichevole                                                                 | -                                                                          | 68’                                                                        |
| 8-2-2015                                                                   | Carson                                                                     | Stati Uniti                                                                | 2 – 0                                                                      | Panama                                                                     | Amichevole                                                                 | -                                                                          |                                                                            |
| 25-3-2015                                                                  | Aarhus                                                                     | Danimarca                                                                  | 3 – 2                                                                      | Stati Uniti                                                                | Amichevole                                                                 | -                                                                          | 67’                                                                        |
| 31-3-2015                                                                  | Zurigo                                                                     | Svizzera                                                                   | 1 – 1                                                                      | Stati Uniti                                                                | Amichevole                                                                 | -                                                                          | 89’                                                                        |
| 15-4-2015                                                                  | San Antonio                                                                | Stati Uniti                                                                | 2 – 0                                                                      | Messico                                                                    | Amichevole                                                                 | -                                                                          |                                                                            |
| 5-6-2015                                                                   | Amsterdam                                                                  | Paesi Bassi                                                                | 3 – 4                                                                      | Stati Uniti                                                                | Amichevole                                                                 | 1                                                                          | 81’                                                                        |
| 10-6-2015                                                                  | Colonia                                                                    | Germania                                                                   | 1 – 2                                                                      | Stati Uniti                                                                | Amichevole                                                                 | -                                                                          | 74’                                                                        |
| 3-7-2015                                                                   | Nashville                                                                  | Stati Uniti                                                                | 4 – 0                                                                      | Guatemala                                                                  | Amichevole                                                                 | -                                                                          | 46’                                                                        |
| 7-7-2015                                                                   | Frisco                                                                     | Stati Uniti                                                                | 2 – 1                                                                      | Honduras                                                                   | Gold Cup 2015 - 1º turno                                                   | -                                                                          | 87’                                                                        |
| 10-7-2015                                                                  | Foxborough                                                                 | Stati Uniti                                                                | 1 – 0                                                                      | Haiti                                                                      | Gold Cup 2015 - 1º turno                                                   | -                                                                          | 46’                                                                        |
| 13-7-2015                                                                  | Kansas City                                                                | Stati Uniti                                                                | 1 – 1                                                                      | Panama                                                                     | Gold Cup 2015 - 1º turno                                                   | -                                                                          |                                                                            |
| 18-7-2015                                                                  | Baltimora                                                                  | Stati Uniti                                                                | 6 – 0                                                                      | Cuba                                                                       | Gold Cup 2015 - Quarti di finale                                           | 1                                                                          |                                                                            |
| 22-7-2015                                                                  | Atlanta                                                                    | Stati Uniti                                                                | 1 – 2                                                                      | Giamaica                                                                   | Gold Cup 2015 - Semifinale                                                 | -                                                                          |                                                                            |
| 5-9-2015                                                                   | Washington                                                                 | Stati Uniti                                                                | 2 – 1                                                                      | Perù                                                                       | Amichevole                                                                 | -                                                                          |                                                                            |
| 8-9-2015                                                                   | Foxborough                                                                 | Stati Uniti                                                                | 1 – 4                                                                      | Brasile                                                                    | Amichevole                                                                 | -                                                                          | 46’                                                                        |
| 10-10-2015                                                                 | Pasadena                                                                   | Stati Uniti                                                                | 2 – 3 dts                                                                  | Messico                                                                    | QConf.Cup 2017                                                             | -                                                                          | 78’                                                                        |
| 14-10-2015                                                                 | Harrison                                                                   | Stati Uniti                                                                | 0 – 1                                                                      | Costa Rica                                                                 | Amichevole                                                                 | -                                                                          | 72’                                                                        |
| 13-11-2015                                                                 | Saint Louis                                                                | Stati Uniti                                                                | 6 – 1                                                                      | Saint Vincent e Grenadine                                                  | Qual. Mondiali 2018                                                        | 1                                                                          |                                                                            |
| 17-11-2015                                                                 | Port of Spain                                                              | Trinidad e Tobago                                                          | 0 – 0                                                                      | Stati Uniti                                                                | Qual. Mondiali 2018                                                        | -                                                                          | 75’                                                                        |
| 31-1-2016                                                                  | Carson                                                                     | Stati Uniti                                                                | 3 – 2                                                                      | Islanda                                                                    | Amichevole                                                                 | -                                                                          | 75’                                                                        |
| 5-2-2016                                                                   | Carson                                                                     | Stati Uniti                                                                | 1 – 0                                                                      | Canada                                                                     | Amichevole                                                                 | -                                                                          | 61’                                                                        |
| 25-3-2016                                                                  | Città del Guatemala                                                        | Guatemala                                                                  | 2 – 0                                                                      | Stati Uniti                                                                | Qual. Mondiali 2018                                                        | -                                                                          | 59’                                                                        |
| 29-3-2016                                                                  | Columbus                                                                   | Stati Uniti                                                                | 4 – 0                                                                      | Guatemala                                                                  | Qual. Mondiali 2018                                                        | -                                                                          | 71’                                                                        |
| 25-5-2016                                                                  | Frisco                                                                     | Stati Uniti                                                                | 1 – 0                                                                      | Ecuador                                                                    | Amichevole                                                                 | -                                                                          | 46’                                                                        |
| 28-5-2016                                                                  | Kansas City                                                                | Stati Uniti                                                                | 4 – 0                                                                      | Bolivia                                                                    | Amichevole                                                                 | 2                                                                          | 63’                                                                        |
| 3-6-2016                                                                   | Santa Clara                                                                | Stati Uniti                                                                | 0 – 2                                                                      | Colombia                                                                   | Coppa America Centenario - 1º turno                                        | -                                                                          |                                                                            |
| 7-6-2016                                                                   | Chicago                                                                    | Stati Uniti                                                                | 4 – 0                                                                      | Costa Rica                                                                 | Coppa America Centenario - 1º turno                                        | -                                                                          |                                                                            |
| 11-6-2016                                                                  | Filadelfia                                                                 | Stati Uniti                                                                | 1 – 0                                                                      | Paraguay                                                                   | Coppa America Centenario - 1º turno                                        | -                                                                          |                                                                            |
| 16-6-2016                                                                  | Seattle                                                                    | Stati Uniti                                                                | 2 – 1                                                                      | Ecuador                                                                    | Coppa America Centenario - Quarti di finale                                | 1                                                                          |                                                                            |
| 21-6-2016                                                                  | Houston                                                                    | Stati Uniti                                                                | 0 – 4                                                                      | Argentina                                                                  | Coppa America Centenario - Semifinale                                      | -                                                                          |                                                                            |
| 25-6-2016                                                                  | Glendale                                                                   | Stati Uniti                                                                | 0 – 1                                                                      | Colombia                                                                   | Coppa America Centenario - Finale 3º posto                                 | -                                                                          |                                                                            |
| 1-7-2017                                                                   | East Rutherford                                                            | Stati Uniti                                                                | 2 – 1                                                                      | Ghana                                                                      | Amichevole                                                                 | -                                                                          | 62’                                                                        |
| 8-7-2017                                                                   | Nashville                                                                  | Stati Uniti                                                                | 1 – 1                                                                      | Panama                                                                     | Gold Cup 2017 - 1º turno                                                   | -                                                                          | 69’                                                                        |
| 13-7-2017                                                                  | Tampa                                                                      | Stati Uniti                                                                | 3 – 2                                                                      | Martinica                                                                  | Gold Cup 2017 - 1º turno                                                   | -                                                                          |                                                                            |
| 19-7-2017                                                                  | Filadelfia                                                                 | Stati Uniti                                                                | 2 – 0                                                                      | El Salvador                                                                | Gold Cup 2017 - Quarti di finale                                           | -                                                                          | 71’                                                                        |
| 22-7-2017                                                                  | East Rutherford                                                            | Costa Rica                                                                 | 0 – 2                                                                      | Stati Uniti                                                                | Gold Cup 2017 - Semifinale                                                 | -                                                                          | 83’                                                                        |
| 26-7-2017                                                                  | San Jose                                                                   | Stati Uniti                                                                | 2 – 1                                                                      | Giamaica                                                                   | Gold Cup 2017 - Finale                                                     | -                                                                          | 76’                                                                        |
| 29-1-2018                                                                  | Los Angeles                                                                | Stati Uniti                                                                | 0 – 0                                                                      | Bosnia ed Erzegovina                                                       | Amichevole                                                                 | -                                                                          | 46’                                                                        |
| 8-9-2018                                                                   | East Rutherford                                                            | Stati Uniti                                                                | 0 – 2                                                                      | Brasile                                                                    | Amichevole                                                                 | -                                                                          | 70’                                                                        |
| 12-9-2018                                                                  | Nashville                                                                  | Stati Uniti                                                                | 1 – 0                                                                      | Messico                                                                    | Amichevole                                                                 | -                                                                          | 80’                                                                        |
| 28-1-2019                                                                  | Phoenix                                                                    | Stati Uniti                                                                | 3 – 0                                                                      | Panama                                                                     | Amichevole                                                                 | -                                                                          | 84’                                                                        |
| 2-2-2019                                                                   | San Jose                                                                   | Stati Uniti                                                                | 2 – 0                                                                      | Costa Rica                                                                 | Amichevole                                                                 | -                                                                          | 78’                                                                        |
| 22-3-2019                                                                  | Orlando                                                                    | Stati Uniti                                                                | 1 – 0                                                                      | Ecuador                                                                    | Amichevole                                                                 | 1                                                                          |                                                                            |
| 27-3-2019                                                                  | Houston                                                                    | Stati Uniti                                                                | 1 – 1                                                                      | Cile                                                                       | Amichevole                                                                 | -                                                                          | 79’                                                                        |
| 9-6-2019                                                                   | Cincinnati                                                                 | Stati Uniti                                                                | 0 – 3                                                                      | Venezuela                                                                  | Amichevole                                                                 | -                                                                          | 46’                                                                        |
| 19-6-2019                                                                  | Saint Paul                                                                 | Stati Uniti                                                                | 4 – 0                                                                      | Guyana                                                                     | Gold Cup 2019 - 1º turno                                                   | 1                                                                          |                                                                            |
| 23-6-2019                                                                  | Cleveland                                                                  | Stati Uniti                                                                | 6 – 0                                                                      | Trinidad e Tobago                                                          | Gold Cup 2019 - 1º turno                                                   | 2                                                                          | 74’                                                                        |
| 27-6-2019                                                                  | Kansas City                                                                | Panama                                                                     | 0 – 1                                                                      | Stati Uniti                                                                | Gold Cup 2019 - 1º turno                                                   | -                                                                          | 83’                                                                        |
| 30-6-2019                                                                  | Filadelfia                                                                 | Stati Uniti                                                                | 1 – 0                                                                      | Curaçao                                                                    | Gold Cup 2019 - Quarti di finale                                           | -                                                                          |                                                                            |
| 3-7-2019                                                                   | Nashville                                                                  | Giamaica                                                                   | 1 – 3                                                                      | Stati Uniti                                                                | Gold Cup 2019 - Semifinale                                                 | -                                                                          | 56’                                                                        |
| 7-7-2019                                                                   | Chicago                                                                    | Messico                                                                    | 1 – 0                                                                      | Stati Uniti                                                                | Gold Cup 2019 - Finale                                                     | -                                                                          | 64’                                                                        |
| 6-9-2019                                                                   | East Rutherford                                                            | Stati Uniti                                                                | 0 – 3                                                                      | Messico                                                                    | Amichevole                                                                 | -                                                                          | 67’                                                                        |
| 11-9-2019                                                                  | Miami                                                                      | Stati Uniti                                                                | 1 – 1                                                                      | Uruguay                                                                    | Amichevole                                                                 | -                                                                          | 75’                                                                        |
| 16-10-2019                                                                 | Toronto                                                                    | Canada                                                                     | 2 – 0                                                                      | Stati Uniti                                                                | CONCACAF Nations League 2019-2020 - 2º turno                               | -                                                                          | 73’                                                                        |
| 15-11-2019                                                                 | Orlando                                                                    | Stati Uniti                                                                | 4 – 1                                                                      | Canada                                                                     | CONCACAF Nations League 2019-2020 - 2º turno                               | 2                                                                          |                                                                            |
| 1-2-2020                                                                   | Los Angeles                                                                | Stati Uniti                                                                | 1 – 0                                                                      | Costa Rica                                                                 | Amichevole                                                                 | -                                                                          | 62’                                                                        |
| 12-7-2021                                                                  | Kansas City                                                                | Stati Uniti                                                                | 1 – 0                                                                      | Haiti                                                                      | Gold Cup 2021 - 1º turno                                                   | -                                                                          | 75’                                                                        |
| 15-7-2021                                                                  | Kansas City                                                                | Martinica                                                                  | 1 – 6                                                                      | Stati Uniti                                                                | Gold Cup 2021 - 1º turno                                                   | 1                                                                          | 68’                                                                        |
| 18-7-2021                                                                  | Kansas City                                                                | Stati Uniti                                                                | 1 – 0                                                                      | Canada                                                                     | Gold Cup 2021 - 1º turno                                                   | -                                                                          | 75’                                                                        |
| 25-7-2021                                                                  | Arlington                                                                  | Stati Uniti                                                                | 1 – 0                                                                      | Giamaica                                                                   | Gold Cup 2021 - Quarti di finale                                           | -                                                                          | 63’                                                                        |
| 29-7-2021                                                                  | Austin                                                                     | Qatar                                                                      | 0 – 1                                                                      | Stati Uniti                                                                | Gold Cup 2021 - Semifinale                                                 | 1                                                                          | 63’                                                                        |
| 1-8-2021                                                                   | Paradise                                                                   | Stati Uniti                                                                | 1 – 0 dts                                                                  | Messico                                                                    | Gold Cup 2021 - Finale                                                     | -                                                                          |                                                                            |
| 7-10-2021                                                                  | Austin                                                                     | Stati Uniti                                                                | 2 – 0                                                                      | Giamaica                                                                   | Qual. Mondiali 2022                                                        | -                                                                          | 68’                                                                        |
| 10-10-2021                                                                 | Panama                                                                     | Panama                                                                     | 1 – 0                                                                      | Stati Uniti                                                                | Qual. Mondiali 2022                                                        | -                                                                          | 68’                                                                        |
| 13-10-2021                                                                 | Columbus                                                                   | Stati Uniti                                                                | 2 – 1                                                                      | Costa Rica                                                                 | Qual. Mondiali 2022                                                        | -                                                                          | 86’                                                                        |
| 18-12-2021                                                                 | Los Angeles                                                                | Stati Uniti                                                                | 1 – 0                                                                      | Bosnia ed Erzegovina                                                       | Amichevole                                                                 | -                                                                          | 62’                                                                        |
| 27-1-2022                                                                  | Columbus                                                                   | Stati Uniti                                                                | 1 – 0                                                                      | El Salvador                                                                | Qual. Mondiali 2022                                                        | -                                                                          | 73’                                                                        |
| 30-1-2022                                                                  | Hamilton                                                                   | Canada                                                                     | 2 – 0                                                                      | Stati Uniti                                                                | Qual. Mondiali 2022                                                        | -                                                                          | 69’                                                                        |
| Totale                                                                     |                                                                            | Presenze                                                                   | 68                                                                         |                                                                            | Reti                                                                       | 14                                                                         |                                                                            |

## Palmarès

### Competizioni nazionali
- Campionato MLS: 2

Los Angeles Galaxy: 2014
Columbus Crew: 2020

### Nazionale
- Gold Cup: 2

Stati Uniti 2017, Stati Uniti 2021